# Yumilka Ruiz
Yumilka Daysi Ruíz Luaces (* 8. Mai 1978 in Camagüey) ist eine ehemalige kubanische Volleyballspielerin.
Ruíz gewann mit der kubanischen Volleyballnationalmannschaft 1996 und 2000 zweimal in Folge die Goldmedaille bei den Olympischen Spielen. Außerdem holte sie Bronze 2004 und wurde 2008 Vierte. Sie gewann Gold bei den Weltmeisterschaften 1998, dem Weltcup 1999 und dem Grand Prix 2000. Darüber hinaus erhielt sie bei mehreren internationalen Wettbewerben individuelle Ehrungen als beste Angreiferin und wertvollste Spielerin (MVP).
Ruíz ist 1,79 m groß und spielte auf der Außenposition. Mit ihrer kleinen Größe und enormen Sprungkraft (Abschlaghöhe 3,29 m) erinnerte ihr Stil an die legendäre Mireya Luis, und sie galt als deren Nachfolgerin.
Ruíz spielte zeitweise in Italien, hauptsächlich jedoch in Kuba und zuletzt 2007/08 in Russland. Im selben Jahr beendete sie mit 30 Jahren ihre Karriere. Von 2012 bis 2015 hatte sie nochmal ein Comeback in Uralotschka. Von 2008 bis 2016 war sie in der Athletenkommission des Internationalen Olympischen Komitees tätig.
2023 wurde Yumilka Ruiz in die „Volleyball Hall of Fame“ aufgenommen.